# Ourococcus cobbi
Ourococcus cobbi är en insektsart som beskrevs av Fuller 1897. Ourococcus cobbi ingår i släktet Ourococcus och familjen filtsköldlöss. Inga underarter finns listade i Catalogue of Life.